# Curt Gowdy Media Award
Il Curt Gowdy Media Award è un premio conferito ogni anno dal Naismith Memorial Basketball Hall of Fame ad un giornalista sportivo, distintosi in modo particolare in ambito cestistico.
Il premio viene assegnato annualmente ad un giornalista della carta stampata, e ad uno televisivo o radiofonico. È intitolato a Curt Gowdy, presidente della Hall of Fame per sette anni.
Tra i premiati figurano: Johnny Most, Chick Hearn, Hubie Brown, Rod Hundley, Bob Costas.